# Стуколкин, Лев Петрович
Лев Петрович Стуколкин (1837—1895) — российский артист балета, педагог.

## Биография
Родился в семье вольноотпущенных крестьян дворян Щепотьевых в Санкт-Петербурге 19 февраля (3 марта) 1837 года. После окончания балетного отделения Театрального училища был принят в марте 1857 года корифеем в балетную труппу Мариинского театра, где танцевал до 1884 года, когда был уволен с сохранением за ним звания артиста Императорских театров. Одновременно, он занимался постановкой балетных дивертисментов на частных сценах.
Из крупных сольных партий в его репертуаре наиболее известной была только партия Дровосека из балета «Сон в летнюю ночь»; однако, он регулярно выступал как дублёр в крупных партиях и всегда был занят на выездных спектаклях.
Ещё в начале своей артистической карьеры он стал давать частные уроки бальных танцев, и после увольнения из театра он вплотную занялся преподаванием танцев в мужских и женских казённых учебных заведениях, в частности — в 1-й Санкт-Петербургской и Ларинской гимназиях; в 1888—1894 годах он преподавал танцы в Царскосельской гимназии.
Важной частью деятельности Л. П. Стуколкина была также организация и проведение танцевальных вечеров с исполнением обязанности распорядителя бала, и в 1885 году появилась его книга «Опытный распорядитель и преподаватель бальных танцев». Это руководство по организации и преподаванию бальных танцев (затем, в окончательной редакции, содержавшее также исторический очерк), оказалось востребованным, и в 1890 году было дополнено Стуколкиным и вновь напечатано. В 1894 году вышло третье издание книги. Наконец, в 1901 году появилось четвёртое (посмертное) издание учебника. Кроме этого, в РГИА в фонде А. Е. Молчанова, который был редактором журнала «Ежегодник Императорских театров», хранится рукопись Л. П. Стуколкина «Исторический очерк Петербургского балета».
Умер Л. П. Стуколкин в Петербурге 20 мая (1 июня) 1895 года от туберкулёза. Похоронен на кладбище Александро-Невской Лавры. В некрологах о нём указывалось, что «он принадлежал к числу лучших в Петербурге учителей бальных танцев».

## Семья
Жена (с 5 сентября 1858 года): актриса Александринского театра Варвара Васильевна Стрельская. У них было много детей: Николай родился в 1859 году, Лидия — в 1863, Борис — в 1869 году. Двое родившихся затем умерли в 1873 году в младенческом возрасте: Александр прожил всего два с половиной года, Мария — ещё меньше, четыре с половиной месяца (она родилась и умерла в 1873 году). В 1876 году родился и умер Владимир. Последняя дочь, Наталья, родилась в 1884 году и была очень болезненной девушкой.
Борис дважды был под судом (один раз привлекался вместе с братом Николаем за кражу); семьи детей жили вместе с родителями — уже после смерти мужа, в 1905 году, Варвара Стуколкина указывала, что на её иждивении находятся 17 человек.